# Sloveniens självständighets- och enhetsdag
Sloveniens självständighets- och enhetsdag (slovenska: Dan samostojnosti in enotnosti) är en nationell helgdag i Slovenien som firas den 26 december varje år, till minne av då slovenerna hade en folkomröstning om självständighet, vars resultat offentliggjordes den 26 december 1990. Folkomröstningen hölls den 23 december samma år, och 95% av de röstande sade ja till självständighet. Mellan 1991 och 2005, kallades dagen bara för Sloveniens självständighetsdag. Namnet ändrades i september 2005, på förslag från socialdemokraterna, för att markera den nationella enighet som i stort sett fanns 1990, vilken stöddes av alla politiska partier i Socialistiska republiken Sloveniens församling.
Dagen skall inte förväxlas med Sloveniens statsbildningsdag, som firas varje år den 25 juni, till minne av Sloveniens självständighetsförklaring från Jugoslavien 1991.